# Ignacio Lores Varela
Ignacio Lores Varela (Montevideo, 26 de abril de 1991) es un exfutbolista uruguayo. Jugaba como mediocampista y su último club fue Taranto de la Serie C de Italia.

## Trayectoria
Hizo las divisiones formativas en Defensor Sporting. Debutó en 2010 y habiendo jugado solo 9 partidos en el equipo fichó por el Palermo italiano el 9 de julio de 2011.

## Selección nacional
Lores ha jugado en la selección sub-20 de Uruguay, con la que logró el subcampeonato en el Sudamericano de 2011 disputado en Perú y la consecuente clasificación a los Juegos Olímpicos de Londres 2012 y al Mundial de la categoría.

### Participaciones en selección nacional
| Competición              | Sede | Resultado  | Partidos | Goles |
| ------------------------ | ---- | ---------- | -------- | ----- |
| Sudamericano Sub-20 2011 | Perú | Subcampeón | 3        | 0     |

## Clubes
| Club                       | País     | Año       |
| -------------------------- | -------- | --------- |
| Defensor Sporting          | Uruguay  | 2010-2011 |
| U. S. C. Palermo           | Italia   | 2011-2012 |
| P. O. F. C. Botev Vrsatsa  | Bulgaria | 2012      |
| P. F. C. CSKA Sofía        | Bulgaria | 2013      |
| U. S. C. Palermo           | Italia   | 2013      |
| F. C. Bari 1908            | Italia   | 2014      |
| Vicenza Calcio             | Italia   | 2014      |
| A. S. Varese 1910          | Italia   | 2015      |
| A. C. Pisa 1909            | Italia   | 2015-2017 |
| Ascoli Calcio 1898         | Italia   | 2017-2018 |
| C. A. Peñarol              | Uruguay  | 2018-2019 |
| Montevideo Wanderers F. C. | Uruguay  | 2020      |
| C. Nacional de F.          | Uruguay  | 2020-2021 |
| A. C. N. Siena 1904        | Italia   | 2021-2022 |
| A. S. Cittadella           | Italia   | 2022-2023 |
| U. S. Avellino 1912        | Italia   | 2023-2024 |
| Taranto F. C.              | Italia   | 2024      |

## Palmarés

### Títulos nacionales
| Título              | Club              | País    | Año  |
| ------------------- | ----------------- | ------- | ---- |
| Torneo Apertura     | Defensor Sporting | Uruguay | 2010 |
| Supercopa Uruguaya  | C. A. Peñarol     | Uruguay | 2018 |
| Torneo Clausura     | C. A. Peñarol     | Uruguay | 2018 |
| Campeonato Uruguayo | C. A. Peñarol     | Uruguay | 2018 |
| Torneo Apertura     | C. A. Peñarol     | Uruguay | 2019 |
| Torneo Intermedio   | C. Nacional de F. | Uruguay | 2020 |
| Campeonato Uruguayo | C. Nacional de F. | Uruguay | 2020 |
| Supercopa Uruguaya  | C. Nacional de F. | Uruguay | 2021 |